# 九份昭靈廟
九份昭靈廟，是位於臺灣新北市瑞芳區九份的霞海城隍廟，台灣日治時期大正12年（1923年）興建，1976年整修。1988年曾重新施工整建，歷時五年安座落成。1992年，以山城多雨、木石難當為由拆除重建，經費由信徒捐輸，2002年竣工。

## 源起

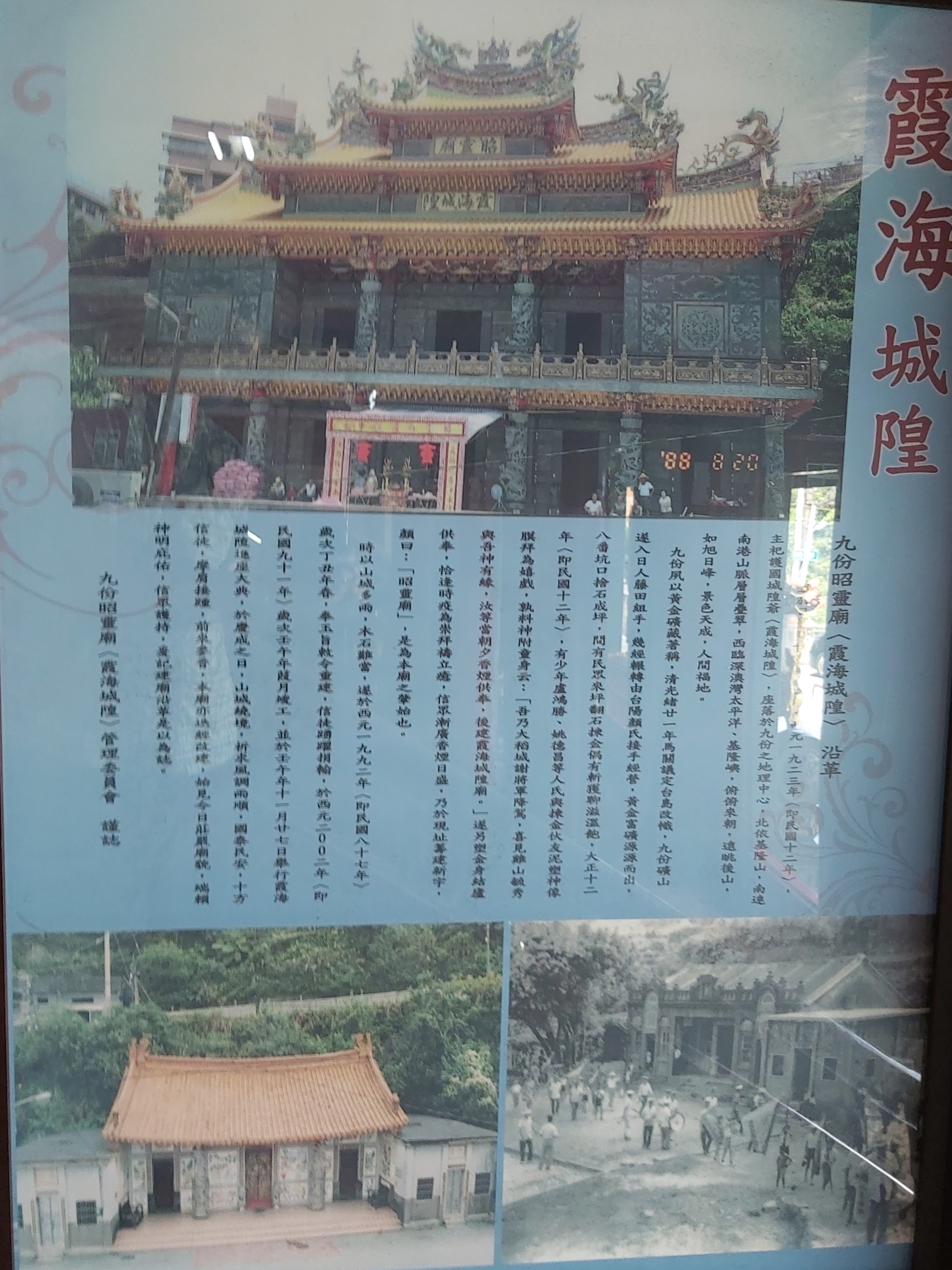
沿革

日治時期大正年間，九份八番坑口人士盧鴻勝、姚德昌與揀金伙友等幼童數名以泥塑神像膜拜嬉戲，後有神靈附於童身云：「吾乃大稻埕謝將軍降駕喜見雞山毓秀與吾神有緣，汝等當朝夕香煙供奉，後建霞海城隍廟。」遂另為神靈塑造金身以結廬供奉。神像原寄放於民宅中並曾遭日方取締，經時任瑞芳坑場場長翁山英母親懇託才得以續放民宅延續香火。傳說供香初期瑞芳坑場附近地區曾發生疫病，時有許多染疫人士多向城隍祈禱後立即痊癒，因而信眾漸廣、香火日盛，乃於現址籌建新宇，定名為「昭靈廟」。1945年臺灣光復後遷建於現址，1976年整修為鋼筋混泥土材質。1988年曾重新施工整建歷時五年，1992年興工改建為現貌迄今。

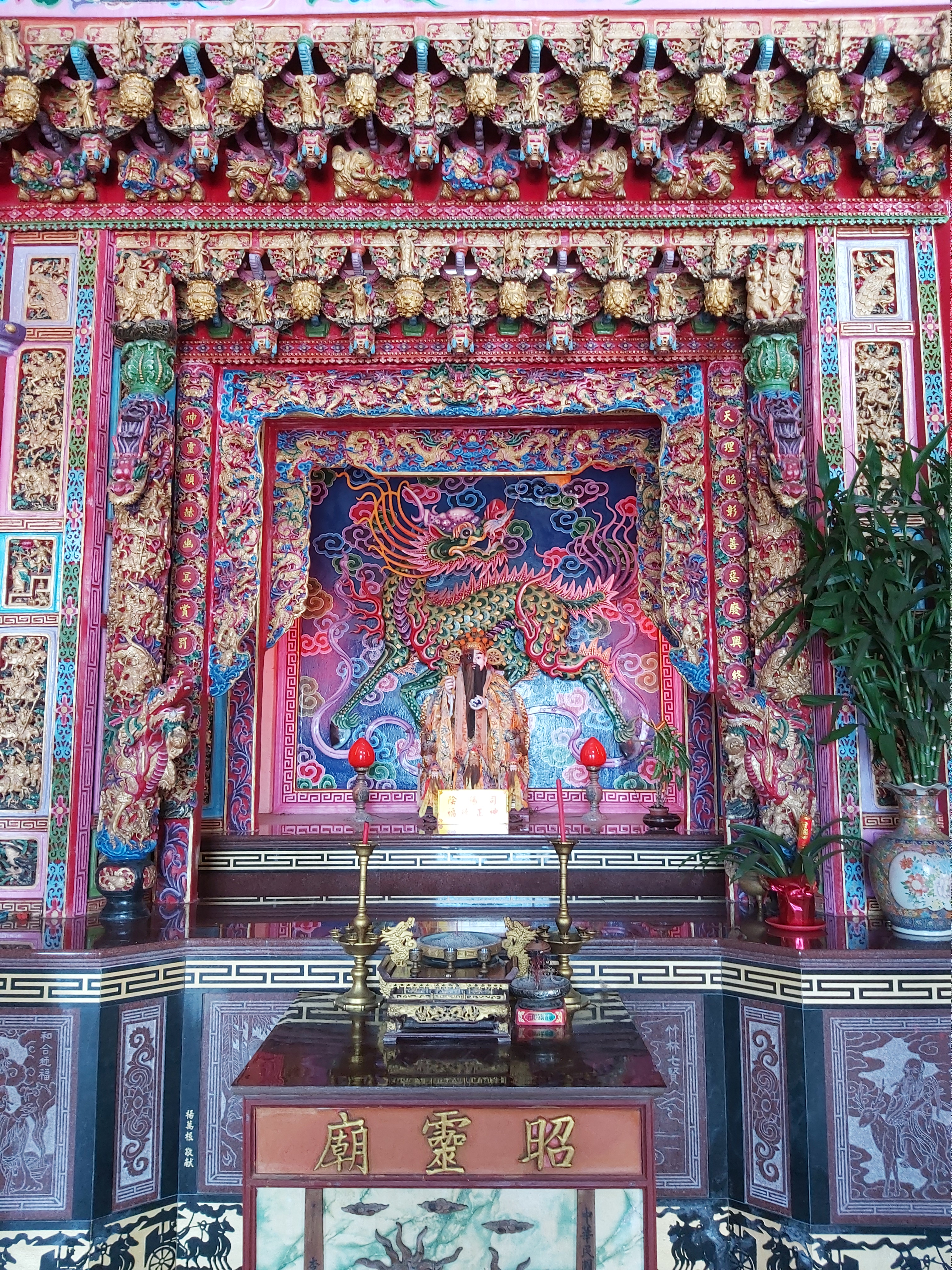
陰陽司
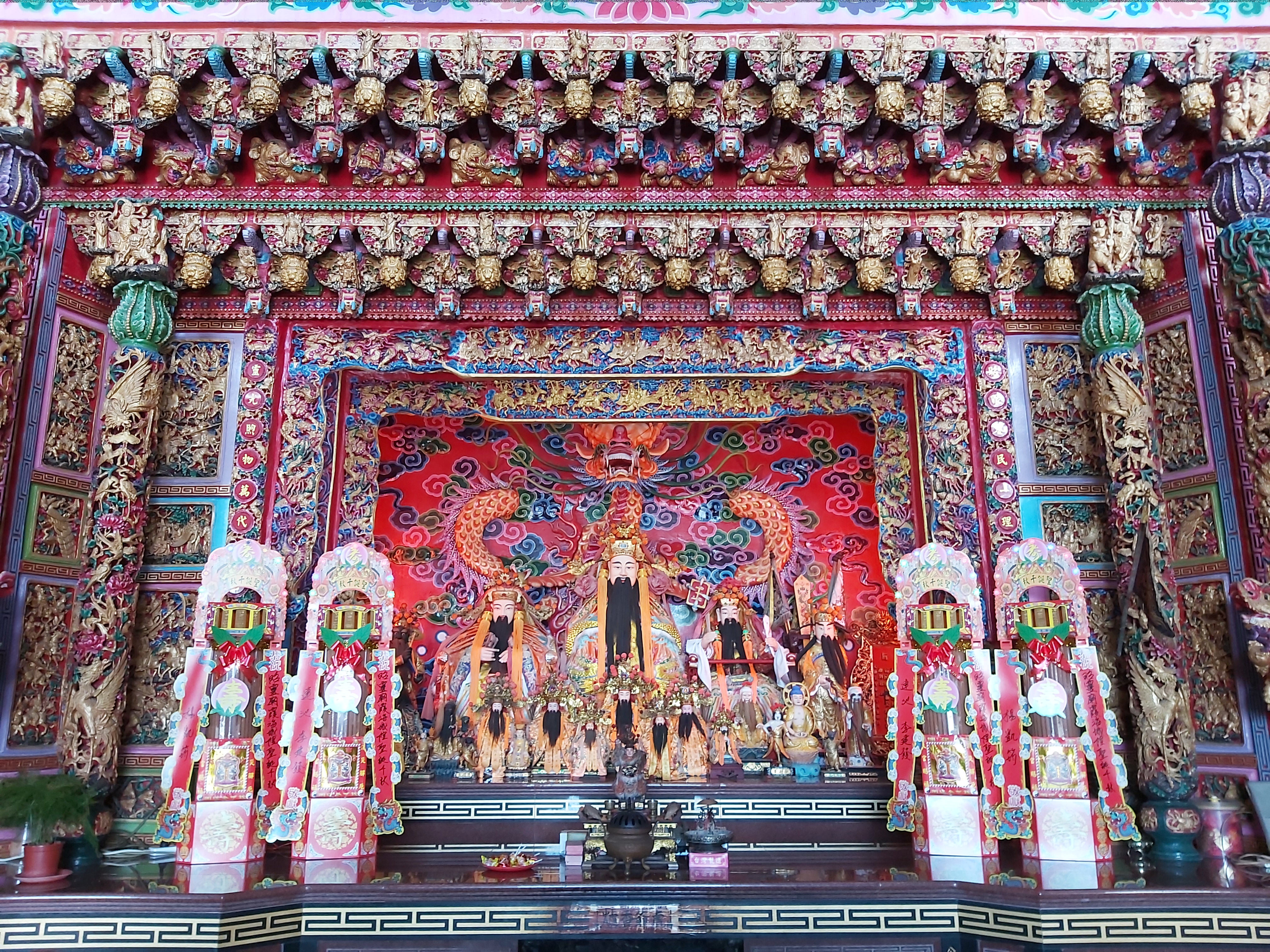
霞海城隍
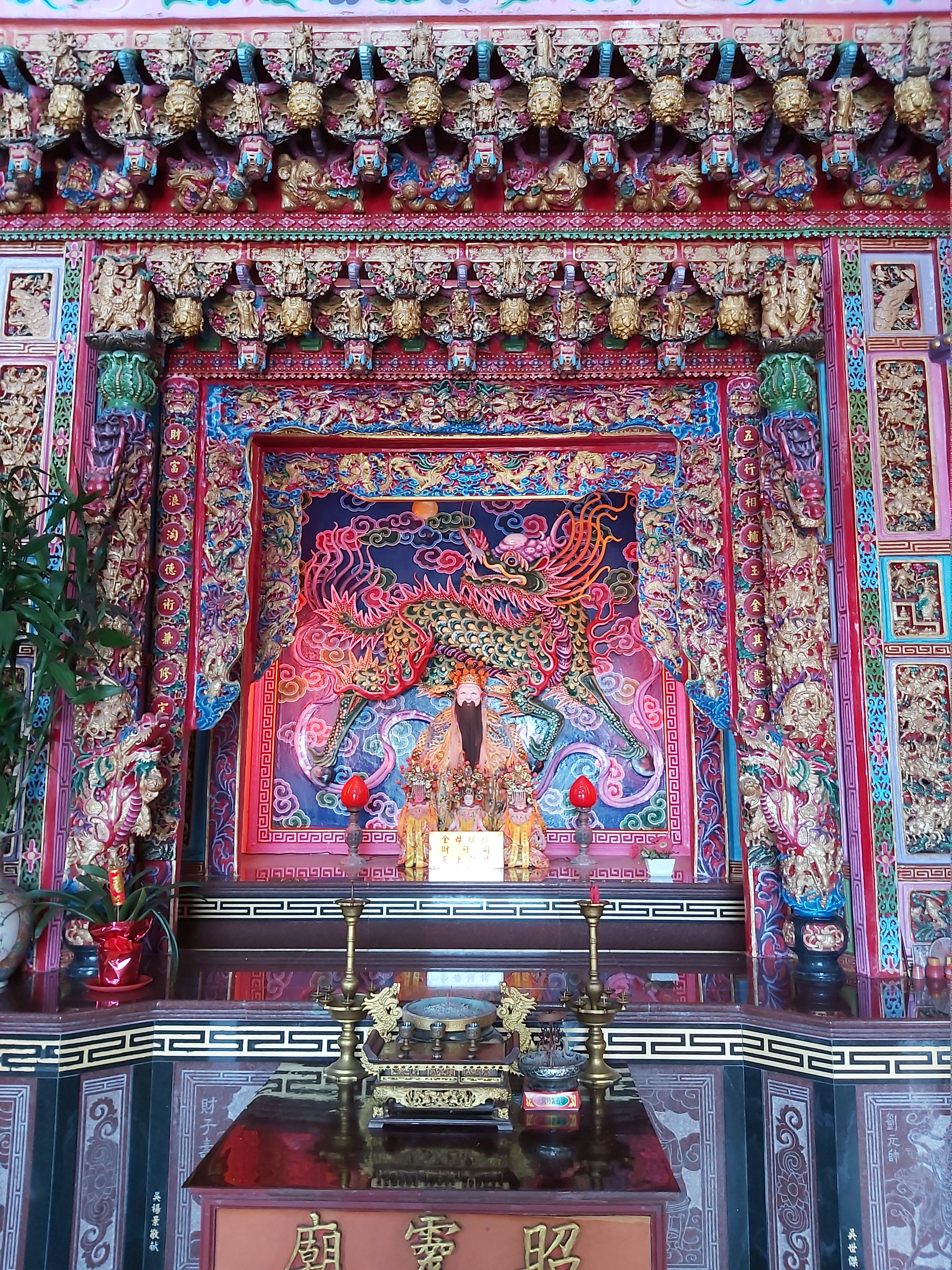
財祿司
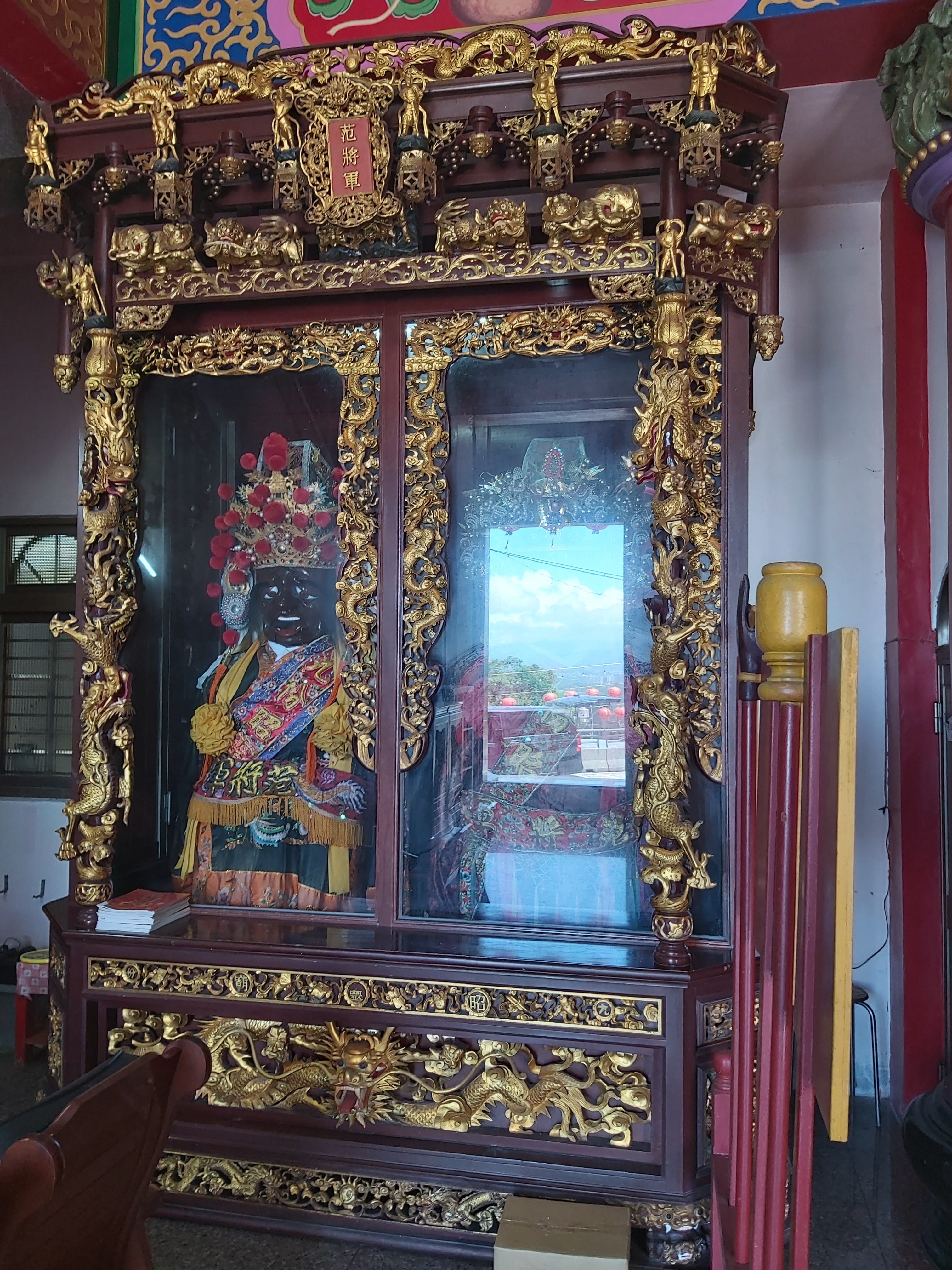
范將軍神將
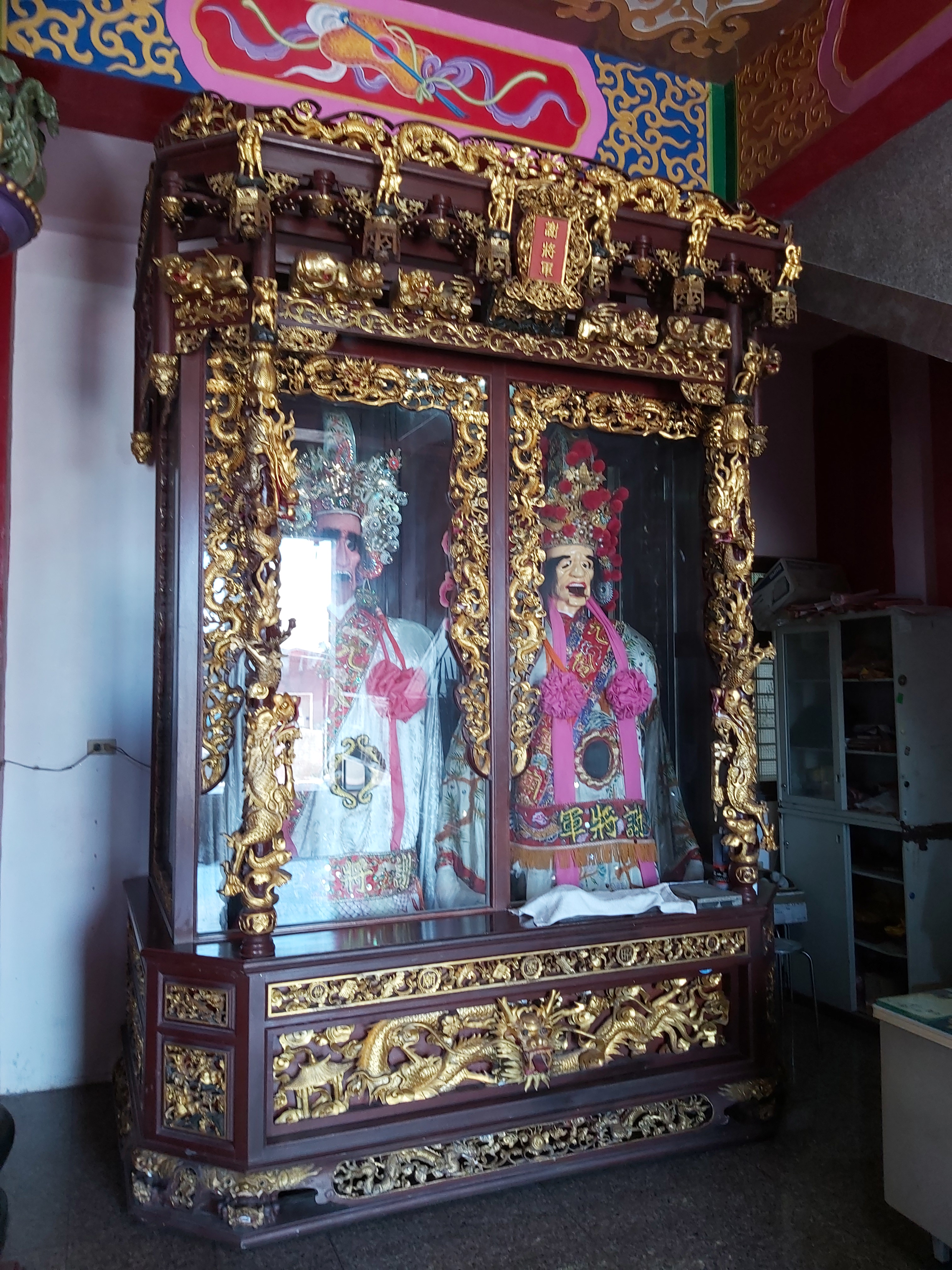
謝將軍神將

## 祀神
九份昭靈廟主祀霞海城隍，神龕分作上下層，下層中央供奉霞海城隍、左側配祀財祿司及金母娘娘和天上聖母、右側配祀陰陽司及福德正神，兩側置放謝范將軍神將；上層正中供奉開基城隍爺、左側供奉三聖恩主公、右側供奉城隍夫人。

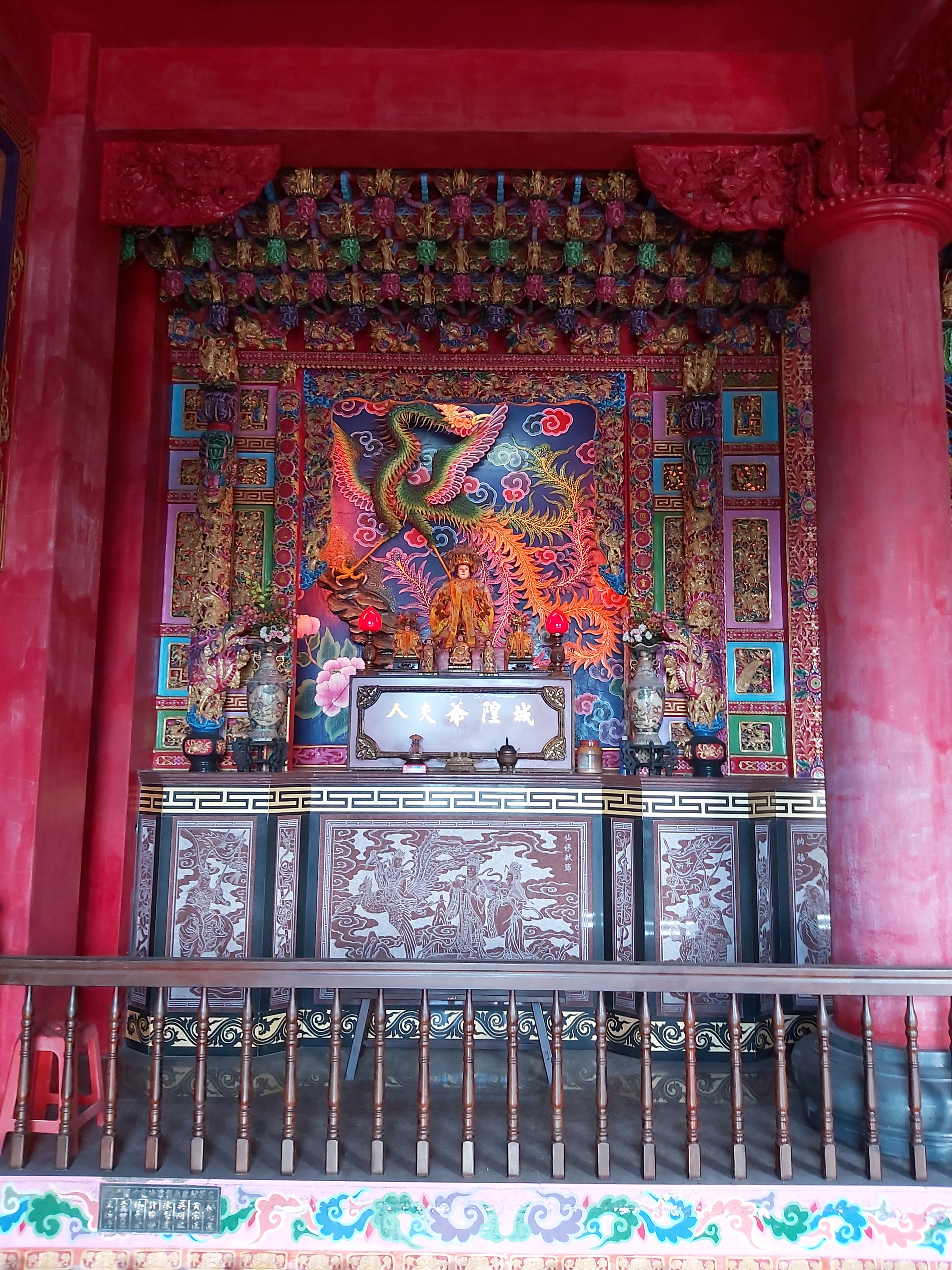
城隍夫人
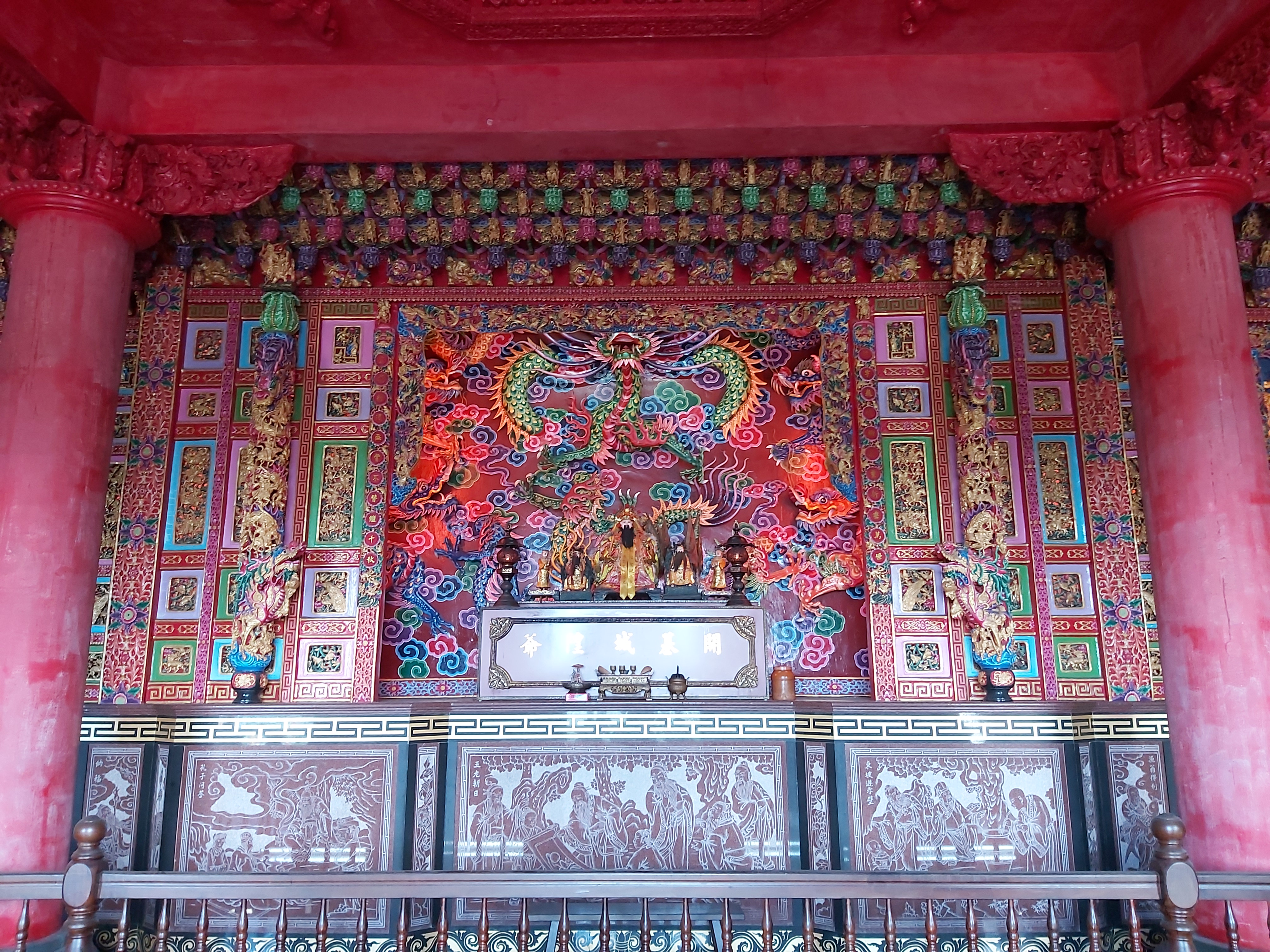
開基城隍
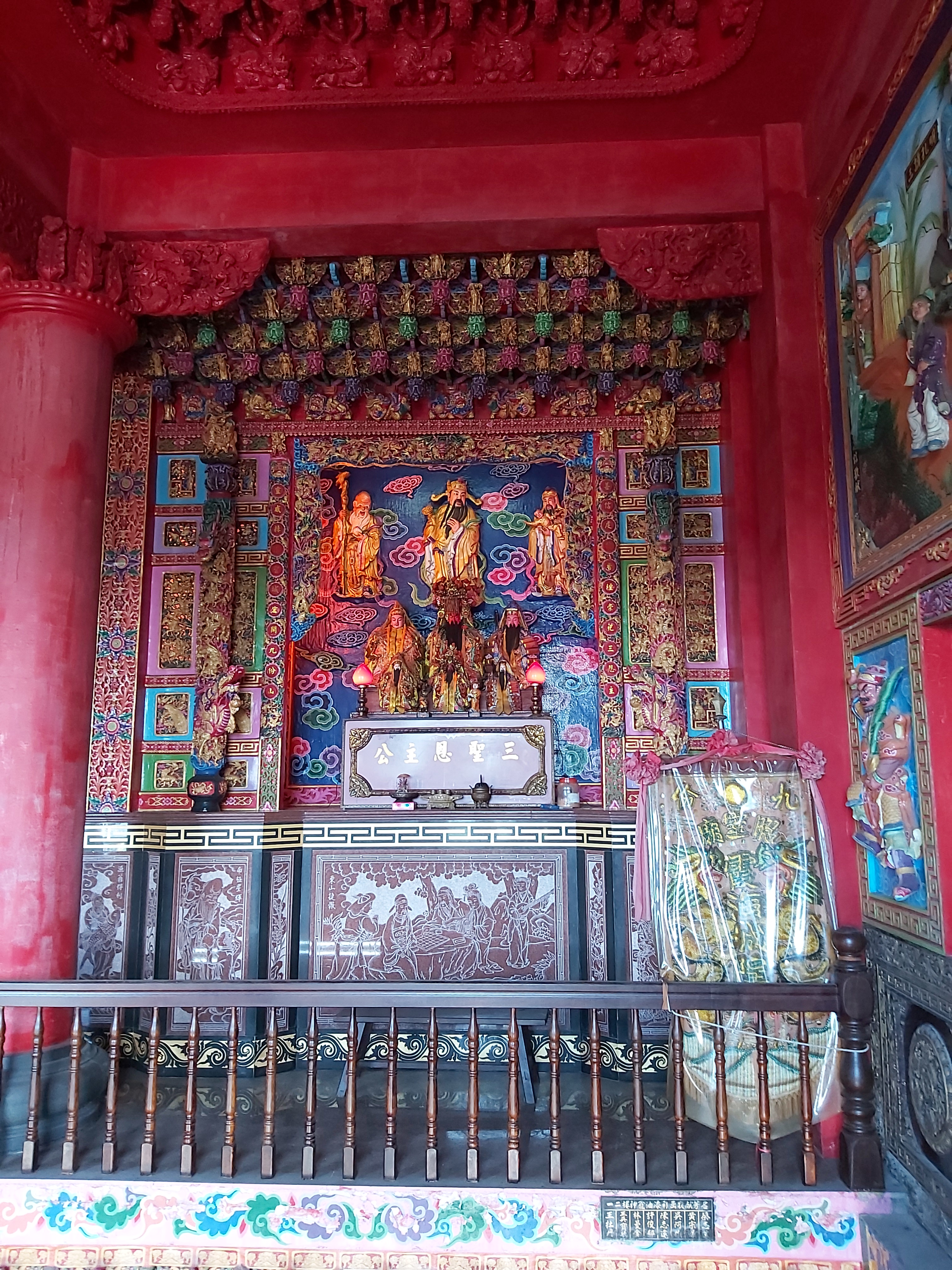
三聖恩主公
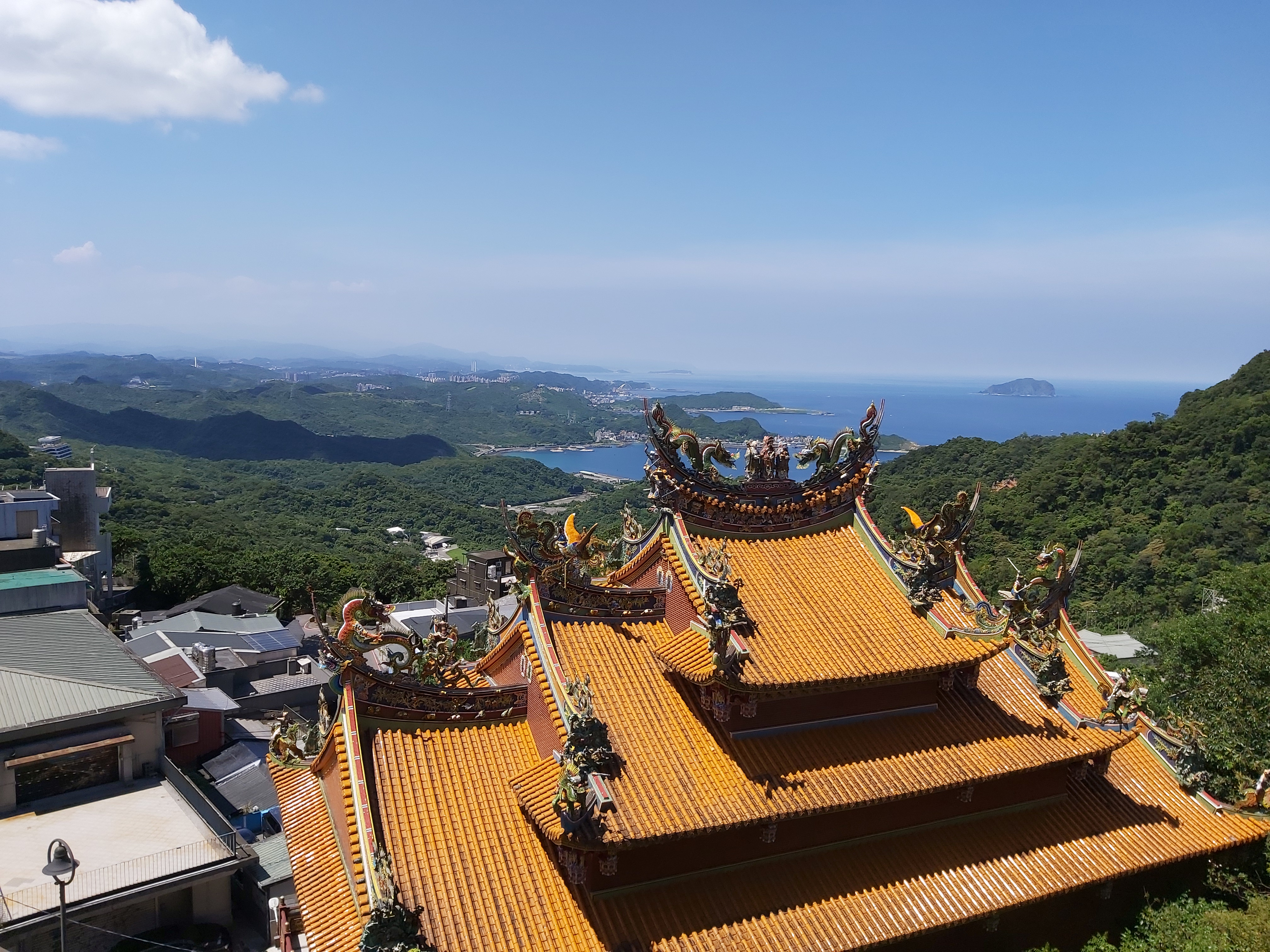
九份老街街口可見的昭靈廟廟簷
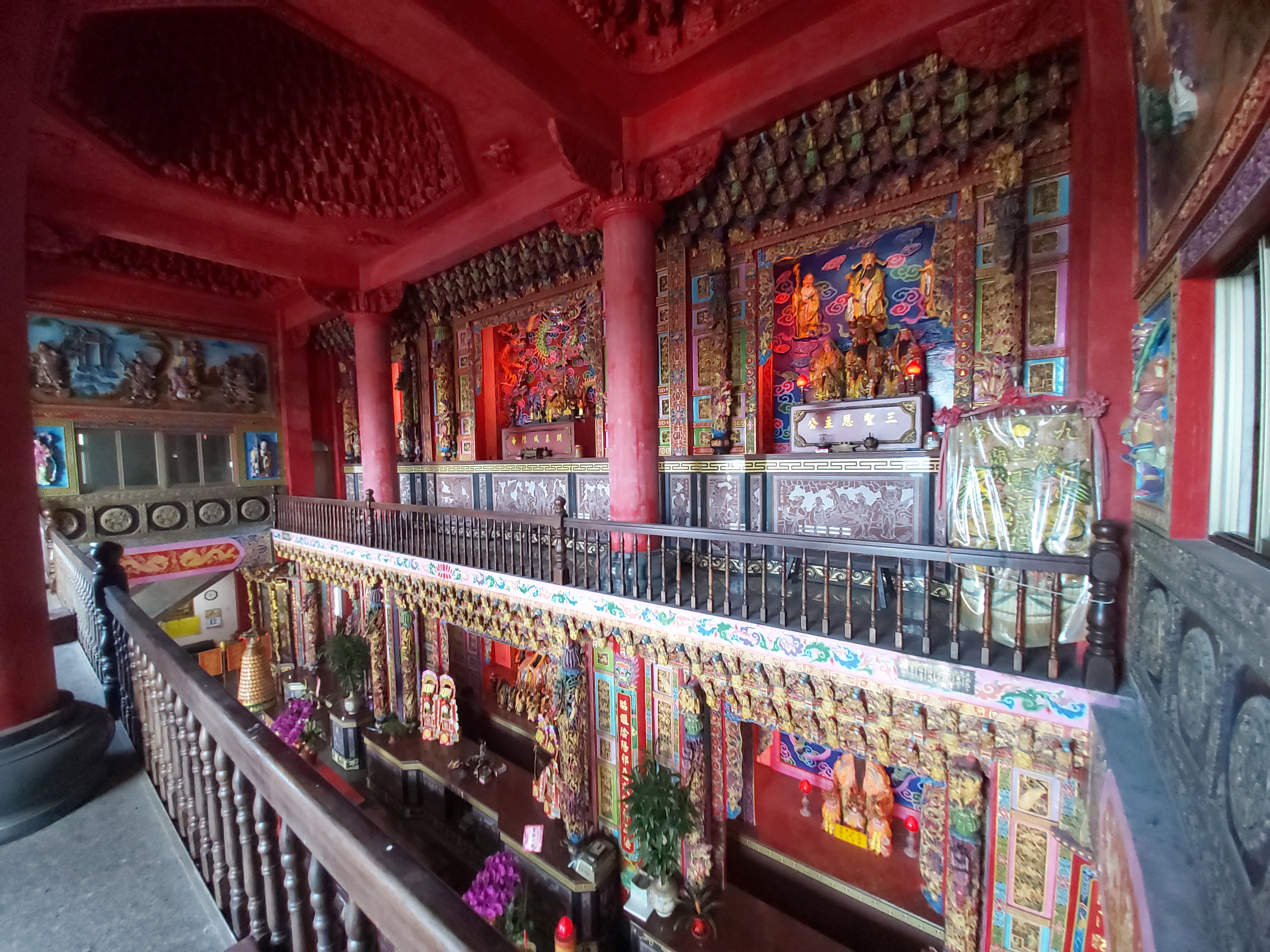
昭靈廟室內